# Liste der Monuments historiques in Waly
Die Liste der Monuments historiques in Waly führt die Monuments historiques in der französischen Gemeinde Waly auf.

## Liste der Immobilien
| Bezeichnung                            | Beschreibung                             | Standort                      | Kennzeichnung | Schutzstatus | Datum | Bild |
| -------------------------------------- | ---------------------------------------- | ----------------------------- | ------------- | ------------ | ----- | ---- |
| Archäologischer Fundplatz Côte de Waly | jungsteinzeitliche Abschnittsbefestigung | nordwestlich des Ortes (Lage) | PA00132649    | Inscrit      | 1994  |      |

## Liste der Objekte
| Bezeichnung            | Beschreibung | Standort                           | Kennzeichnung | Schutzstatus | Datum | Bild |
| ---------------------- | --- | ---------------------------------- | ------------- | ------------ | ----- | ---- |
| Schwarz-goldener Ornat | Kasel, Stola, Manipel, Kelchvelum und Bursa; Wollstoff, bestickt, Anfang des 20. Jahrhunderts; aus einer Generalsuniform umgearbeitet | in der Kirche Ste-Catherine (Lage) | PM55002549    | Inscrit      | 1993  |      |
| Monstranz              | Silber, vergoldet, zweite Hälfte des 19. Jahrhunderts                                                                                 | in der Kirche Ste-Catherine (Lage) | PM55002550    | Inscrit      | 1993  |      |